# Carlos Soria Galvarro
Carlos Soria Galvarro Terán o Carlos Soria Galvarro (Parotani, Cochabamba, 17 de julio de 1944) es un periodista e historiador boliviano.
Conocido como  El k’echi, Soria Galvarro es reconocido por ser uno de los principales investigadores sobre la presencia de Ernesto "Che" Guevara en Bolivia y por ser el último periodista en entrevistar al militar y criminal de guerra alemán Klaus Barbie antes de ser entregado por el gobierno de Bolivia a Francia, en 1983.

## Biografía
Carlos Soria Galvarro nació el 17 de julio de 1944 en el municipio de Parotani, en el departamento de Cochabamba.
En su juventud, militó en las filas de la Juventud Comunista de Bolivia, donde se ocupó de la panfletería; después, ingresó a las filas del Partido Comunista de Bolivia (PCB). En este camino, con 20 años, llegó a la ex Unión de Repúblicas Socialistas Soviéticas (URSS) para estudiar en la Escuela Central de Komsomol (juventudes comunistas soviéticas), entre 1963 y 1964, donde se graduó con el alias de «Moisés».
En esta escuela, según relata en Recordatorio. Estampas de la segunda mitad del siglo XX, estudió el Manual de Economía Política de la Academia de Ciencias de la URSS, además de participar en las conferencias del comunista brasileño Luís Carlos Prestes y del abogado y artista peruano Jorge Prado. Tres años más tarde fue elegido secretario general de la PCB.  
En Bolivia estudió la carrera de Historia en la Universidad Mayor de San Andrés (UMSA), pero sus estudios se vieron interrumpidos debido al inicio de la dictadura militar del expresidente Hugo Banzer Suarez, por lo que se trasladó a las minas de Potosí. Su formación como periodista comenzó precisamente en las radios mineras.
Cuenta que se dedicó al periodismo por la posibilidad que le ofreció esta profesión para analizar e investigar los temas de la historia; esta premisa fue inculcada por su docente de la carrera de Historia, Alberto Crespo Rodas, quien predicaba el cotejo de testimonios y su interpretación en los contextos, más allá de la sola copia y transcripción del documento.
Durante la dictadura militar de Luis García Meza, fue torturado y expulsado de Bolivia el 17 de julio de 1980, recibiendo asilo político en México.  Su aprehensión se dio en medio de la toma de la Federación Sindical de Trabajadores Mineros de Bolivia (FSTMB), junto al líder Marcelo Quiroga Santa Cruz, el periodista Cayetano Llobet, además de otros dirigentes de la Central Obrera Boliviana.
Después de esta aprehensión, Soria Galvarro fue confinado en Puerto Cavinas, en la Amazonía boliviana, durante cuatro meses, entre agosto y noviembre. Después fue expulsado a México. Sobre este episodio, publicó el libro Vista al mar: Testimonios sobre el 17 de julio de 1980.
Retornó a Bolivia entre octubre y noviembre de 1981 de forma clandestina y a través de Argentina. Esto le valió no poder reclamar una reparación jurídica, debido a que no contaba con los documentos que acreditaran su condición de exiliado político.
En 1967, a sus 23 años, se trasladó hasta Camiri, en Santa Cruz, para unirse a la Guerrilla de Ñancahuazú, pero no logró este objetivo.

## Trayectoria profesional

### Carrera periodística
Inició su carrera como periodista en 1974, en radio  21 de Diciembre y La Voz del Minero, ambas en el municipio de Llallagua, en el departamento de Potosí. Trabajó en otros medios de comunicación, como Radio Continental, Televisión Universitaria,  O'Diario de Portugal. Fue director del semanario Unidad y  jefe de redacción del semanario Aquí.
Durante su exilio en México, fue redactor de la Gaceta de la UNAM y en El Periódico. A su regreso a Bolivia, entre octubre y noviembre de 1981, con la restauración de la democracia, fue director de Noticias y gerente de Producción de Canal 7, medio de comunicación televisivo estatal.   
Fue docente universitario en la carrera de Comunicación Social, de la Universidad Mayor de San Andrés y en la Universidad Técnica de Oruro. Colaboró como columnista en periódicos como La Razón y La Época, y fue miembro del quincenario Ventana Ciudadana, de la federación de Asociaciones Municipales de Bolivia (FAM - Bolivia).
En 1983, mientras ejerció como director de Noticias de Canal 7, entrevistó al exmilitar y criminal de guerra alemán Klaus Barbie mientras éste era trasladado en vuelo militar hacia Francia, para ser entregado por el gobierno de Bolivia, tras ser capturado después de más de tres décadas de vivir en el país sudamericano bajo el nombre Altmann y haber participado en el Golpe de Estado  de 1980.
A su arribo a Francia, la entrevista  que realizó Soria Galvarro al ex oficial de las SS y de la Gestapo fue disputada por diversos medios franceses.  Finalmente, fue adquirida por TF1 (Télévision Française 1) tras un pago por 30.000 dólares al Estado Boliviano.
En la actualidad, reside en el municipio de Mecapaca, en La Paz, desde donde gestiona la radio Sur Agricultura.

### Seguimiento a los pasos de Ernesto Guevara
Su afición para seguir los pasos de Ernesto Guevara en Bolivia nació en 1967, cuando llegó a Camiri para unirse a la Guerrilla de Ñancahuazu; sin embargo, desde ese momento se encargó de investigar y seguir los pasos del guerrillero en Bolivia.
Este trabajo lo realizó por más de medio siglo, periodo en el que publicó hasta siete libros referidos Ernesto Guevara en Bolivia.

## Publicaciones
Las publicaciones más destacadas son:
- Con la revolución en las venas: Los mineros de Siglo XX en la resistencia antifascista (1980)
- Vista al mar: Testimonios sobre el 17 de julio de 1980 (1982)
- Barbie-Altman: De la Gestapo a la CIA (1986)
- El Che en Bolivia (cinco volúmenes 1992-1996)
- Campaña del Che en Bolivia (1997)
- Coati 1972: relatos de una fuga (1997)
- Coloquio Antonio Paredes Candia y la cultura popular boliviana (2001)
- Recuentos (2002)
- Los andares del Che en Bolivia (2014)
- 1967: San Juan, a sangre y fuego (2016)
- Recordatorio. Estampas de la segunda mitad del siglo XX (2022)

## Premios y reconocimientos
- Diploma de Honor y Distinción por ejercicio de la docencia universitaria, Facultad de Ciencias Sociales y Carrera de Comunicación Social, UMSA (1993).
- Medalla «Franz Tamayo» al mérito profesional y la creación intelectual, otorgada por la Asociación de Periodistas de La Paz (1998).
- Miembro del Tribunal de Honor de la Asociación de Periodistas de La Paz (APLP) (2006-2008).
- Homenaje por la Carrera de Comunicación Social de la UMSA (junto a Reemberto Cárdenas) en conmemoración del 10 de mayo, Día del Periodista (2022).
- Premio Nacional de Periodismo, otorgado por la Asociación de Periodistas de La Paz (2023).
- Medalla Adela Zamudio a la trayectoria profesional, otorgada por la Asociación de Periodistas de La Paz.